# Malang Santos
 (août 2025).
Malang Santos (1928-2017) est un auteur de bande dessinée, dessinateur humoristique, dessinateur de presse et peintre philippin qui signait ses œuvres Malang.

## Biographie
Actif à partir de 1946, il s'est consacré à la peinture à partir des années 1970 à la suite des problèmes que lui avaient causé ses dessins politiques.